# بلادة (الحيمة الخارجية)

تعديل مصدري - تعديل

بلادة هي إحدى قرى عزلة سحاح بمديرية الحيمة الخارجية التابعة لمحافظة صنعاء، بلغ تعداد سكانها 89 نسمة حسب تعداد اليمن لعام 2004.